# Leo Richard Smith
Leo Richard Smith, né le 31 août 1905 à Attica dans l'État de New York aux États-Unis et mort le 9 octobre 1963 à Rome en Italie, est un évêque catholique américain du XXe siècle.

## Biographie
Leo Smith est né à Attica, il est le fils d'Adam Henry et de Mary Jane (née O'Neil) Smith. Il fréquenta le collège Casinius de Buffalo, où il obtint un Bachelor of Arts en 1926. Il poursuivit ensuite ses études à Rome, obtenant ainsi un doctorat de l'Université pontificale Saint-Thomas-d'Aquin en 1928 et un doctorat en théologie sacrée en 1930. Il est ordonné au sacerdoce par le cardinal Pompilj le 21 décembre 1929. Il reçut un doctorat en droit canon et en droit civil en 1932.
À son retour à New York, Leo Smith fut vicaire à la cathédrale Saint-Joseph de Buffalo jusqu'en 1934, date à laquelle il devint chancelier adjoint du diocèse de Buffalo. Il fut également directeur diocésain de la Confrérie de la doctrine chrétienne (1935-1941) et des activités de jeunesse (1941-1946). Il fut élevé au rang de prélat d'honneur de Sa Sainteté par le pape Pie XII en 1946. Il est nommé chancelier (1946) puis vicaire général (1953) du diocèse de Buffalo.
Le 30 juin 1952, Mgr Smith est nommé évêque auxiliaire pour le compte du diocèse de Buffalo ainsi qu'évêque titulaire de Marida (de) par le pape Pie XII. Il reçut la consécration épiscopale le 24 septembre suivant des mains de  Mgr Amleto Giovanni Cicognani. Il devient modérateur épiscopal de l'Apostolat national de la mer en 1961. Après le transfert de Mgr James Navagh à la tête de l'évêché de Paterson (en), Mgr Smith lui succède en tant qu'évêque d'Ogdensburg le 13 mai 1963. Il est en fonction de courte durée puisqu'il meurt cinq mois plus tard à Rome, à l'âge de 58 ans, alors qu'il assistait au concile Vatican II.